# Dan N'Lundulu
Dan N'Lundulu (Francia; 5 de febrero de 1999) es un futbolista inglés nacido en Francia. Juega de delantero y su equipo actual es el Cambridge United de la League One inglesa.

## Trayectoria
Formado en las inferiores del Southampton F. C., N'Lundulu debutó por el primer equipo el 25 de octubre de 2020 contra el Everton F. C.. Anotó su primer gol en el club el 19 de enero de 2021 al Shrewsbury Town F. C. por la FA Cup.
Renovó su contrato con el club el 14 de julio del 2021, y fue enviado a préstamo al Lincoln City F. C. de la League One.
A mediados de la temporada 2021-22, el delantero fue enviado a préstamo al Cheltenham Town F. C.. La cesión se extendió la siguiente temporada.

## Selección nacional
Nacido en Francia, de padres congoleños, N'Lundulu se mudó a Inglaterra muy pequeño. Fue internacional sub-16 por Inglaterra.

## Estadísticas
Actualizado al último partido disputado al 29 de enero de 2022
| Southampton Inglaterra         | 1.ª           | 2020-21       | 12 | 0 | 3 | 1 | 0 | 0 | — | — | 15 | 1 |
| Southampton Inglaterra         | Total club    | Total club    | 12 | 0 | 3 | 1 | 0 | 0 | 0 | 0 | 15 | 1 |
| Lincoln City Inglaterra        | 3.ª           | 2021-22       | 16 | 1 | 2 | 0 | 0 | 0 | — | — | 21 | 1 |
| Lincoln City Inglaterra        | Total club    | Total club    | 16 | 1 | 2 | 0 | 0 | 0 | 0 | 0 | 21 | 1 |
| Cheltenham Town Inglaterra     | 3.ª           | 2021-22       | 4  | 1 | 0 | 0 | 0 | 0 | — | — | 4  | 1 |
| Cheltenham Town Inglaterra     | Total club    | Total club    | 4  | 1 | 0 | 0 | 0 | 0 | 0 | 0 | 4  | 1 |
| Total carrera                  | Total carrera | Total carrera | 32 | 2 | 5 | 1 | 0 | 0 | 0 | 0 | 37 | 3 |
| (1) Incluye datos de la FA Cup |               |               |    |   |   |   |   |   |   |   |    |   |

## Vida personal
Su hermano Gaël N'Lundulu también es futbolista.